# Tyšiv (okres Mukačevo)

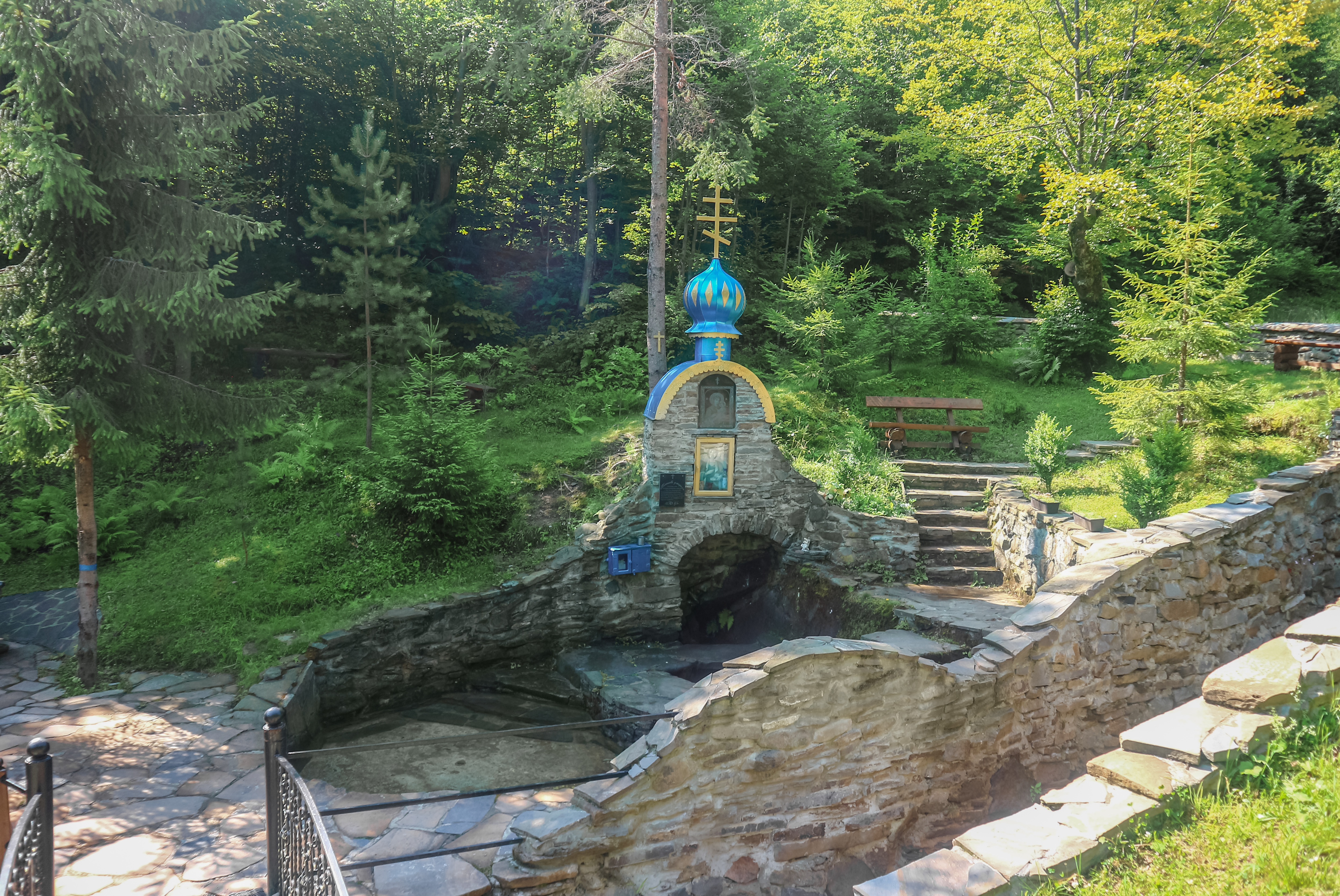
Pramen sv. Pantelejmona v rezervaci Bystryj

Tyšiv, česky také Tyšova  nebo Tišova, ukrajinsky Тишів, maďarsky Csendes, je obec v nyžněvorotské vesnické komunitě (hromadě), v mukačevském okrese Zakarpatské oblasti Ukrajiny. V roce 2025 zde žilo 517 obyvatel. Místní částí obce je Medveže (ukrajinsky Медвеже). Osadou obce Tyšiv je Kotelnycja. V roce 2025 žilo v celé obci 961 obyvatel.

## Historie
První písemná zmínka o této obci pochází z roku 1648, kdy tato obec byla uvedena pod názvem Tisova; další názvy této obce byly: 1693-Tisow, 1773-Tisova, 1808-Tissova, 1851-Tissova, 1877-Timsova (Felső-), 1913-Csendes, 1925-Tišova.
Do uzavření Trianonské smlouvy byla obec součástí Uherska, poté pod názvem Tyšova byla součástí Československa. Od roku 1945 byla součástí Ukrajinské sovětské socialistické republiky, která byla součástí SSSR. Od roku 1991 je obec součástí nezávislé Ukrajiny. Dne 12. června 2020 se obec stala součástí nyžněvorotské vesnické komunity.

## Příroda
Ve vlastnictví rady obce Tyšiv je hydrologická rezervace Bystryj, která má rozlohu 1,5 hektaru. Status rezervace byl udělen v roce 2016 kvůli ochraně území zdroje, které hraje důležitou hydrologickou roli pro fungování systému povodí řeky Latorica, a pro ochranu druhů rostlin uvedených v Červené knize Ukrajiny.

## Církevní stavby
- Cerkev Nanebevstoupení Páně, z roku 1898, ukrajinská národní památka[3]
- Cerkev sv. Ilji,  ukrajinská národní památka. Nedaleko cerkve je čtvercová dřevěná dvoupatrová zvonice, která je součástí památky. Zvonice má tři zvony, z nichž největší pochází z roku 1924 a vyrobila ho firma "Richard Herold" z Chomutova.
- Mužský monastýr na počest kazanské ikony Matky Boží[4]